# ジョン・シルヴァー
ジョン・シルヴァー（John Silver、1950年 - ）は、イングランドのロック・バンド、ジェネシスの2番目のドラマーを務めた。1968年夏にクリス・スチュワートの後任となり、彼らの最初のフル・アルバム『創世記』、そしてコンピレーション・アルバム『アーカイヴ 1967-1975』に登場している。彼は1969年8月にバンドを脱退し、コーネル大学で勉強するために離脱した後に、ジョン・メイヒューが代わって加入した。
シルヴァーは、オックスフォードにあるセントエドワード・スクールで教育を受けており、ジェネシスはオックスフォードの彼の実家でリハーサルをしたこともあった。
シルヴァーは妻のルーシーと子供たちのレオ、マックス、リビーと一緒にロンドンで生活している。シルヴァーは1980年代にロンドンのテムズ・テレビジョンで短期間働いた。
1973年、アンソニー・フィリップス、マイク・ラザフォード、フィル・コリンズが「Silver Song」と呼ばれるシルヴァーに捧げる曲を録音した。この録音と別ヴァージョンの曲は、フィリップスのアルバムに収録されている。シルヴァーは、フィリップスのアルバム『アーカイブ・コレクション・ヴォリュームII』に登場する1973年のレコーディング「Fantomas Opening Theme」に参加している。

## ディスコグラフィ

### ジェネシス
- 『創世記』 - From Genesis to Revelation (1969年)